# Koolhoven F.K.52
Il Koolhoven F.K.52 era un monomotore biplano multiruolo sviluppato dall'azienda aeronautica olandese Koolhoven nella seconda metà degli anni trenta del XX secolo, e prodotto in piccola serie.

## Storia del progetto
Per sostituire gli obsoleti Fokker C.VD in servizio la Luchtvaartafdeling emise un requisito per un moderno aereo da ricognizione. In risposta a tale requisito Frederick Koolhoven proprietario e capo progettista dell'omonima azienda di costruzioni aeronautiche concepì un biplano monomotore, che venne designato F.K.52. Il prototipo decollò per la prima volta a Waalraven il 9 febbraio 1937, equipaggiato con un motore stellare Bristol Mercury VIS da 645 CV. Immatricolato PH-AMZ il 3 marzo successivo, esso andò perduto l'11 agosto dello stesso anno, quando il velivolo precipitò sull'aeroporto di Soesterberg con la morte del collaudatore Baumann e del meccanico Maan. Nonostante l'inconveniente, la Koolhoven decise di costruire di propria iniziativa una preserie di cinque esemplari (numeri di serie da 5202 a 5206), il cui primo di essi, immatricolato PH-ASW, andò in volo per la prima volta il 6 maggio 1938.

## Descrizione tecnica
Aereo da ricognizione, biplano, monomotore, biposto, di costruzione mista in legno e metallo. La configurazione alare biplana prevedeva due piani alari di uguale apertura. Le due ali erano collegate tra loro con quattro coppie di montanti, rinforzati da cavi d'acciaio, la superiore montata alta a parasole e l'inferiore bassa sulla fusoliera. La fusoliera, posizionata a livello dell'ala inferiore, era costruita in tubi d'acciaio rivestiti in tela nella parte anteriore, e legno rivestito in tela per quella posteriore. L'impennaggio di coda era del tipo classico monoderiva, dotato di piani orizzontali non controventati.
Il carrello d'atterraggio era un triciclo classico a V, fisso, dotato anteriormente di gambe di forza ammortizzate ed integrato posteriormente da un ruotino d'atterraggio. In caso di trasformazione in idrovolante a scarponi, al posto delle ruote venivano installati due galleggianti.
L'aereo era dotato di una cabina di pilotaggio ad abitacolo chiuso, con due posti disposti in tandem, destinati al pilota e all'osservatore/mitragliere.
La propulsione era affidata ad un motore radiale Bristol Mercury VIII, a 9 cilindri  raffreddati ad aria, erogante la potenza di 840 CV ed azionante un'elica tripala.
L'armamento difensivo si basava su tre mitragliatrici FN-Bowning M.36 calibro 7,7 mm, di cui due fisse montate nelle ali e una brandeggiabile posteriormente, mentre quello offensivo era composto da un carico massimo di 150 kg.

## Impiego operativo
Convinta che il modello F.K.52 fosse già obsoleto, la Luchvaartafdeling non emise alcun ordine di acquisto, e i cinque velivoli rimanenti, dotati di motori Bristol Mercury VIII da 840 hp, tre (PH-ASY, PH-ASZ, PH-ATA) rimasero invenduti. 
Nel novembre del 1937 Koolhoven presentò un'offerta per la fornitura dei cinque aerei all'aviazione delle marina polacca, che però non venne accettata in quanto furono ordinati i più grandi e potenti CANT Z.506B Alcione
All'inizio del 1939 la Seconda Repubblica Spagnola prese in considerazione il loro acquisto, ma con la vittoria dei nazionalisti, e la fine della guerra civile, l'ordine fu cancellato.
Alla fine del 1939, con lo scoppio della seconda guerra mondiale e il precipitare della situazione internazionale, la Luchvaartafdeling riprese in considerazione l'acquisto dell'FK-52, ordinandone una serie di 36 esemplari con cui sostituire i Fokker C.X in servizio. Nessuno di essi fu mai completato a causa dell'invasione tedesca dei Paesi Bassi, che comportò la distruzione dello stabilimento di Waalhaven colpito da un bombardamento aereo il primo giorno di guerra, il 10 maggio 1940, così come in quello stesso bombardamento andarono perduti i rimanenti tre esemplari di preserie,  incorporati dell'aviazione militare.

### Finlandia
Mentre la Finlandia si trovava impegnata nella Guerra d'inverno con l'Unione Sovietica, le autorità finlandesi cercarono di acquistare materiale bellico di ogni tipo, al fine di potenziare le proprie forze armate. Il conte svedese Carl Gustav von Rosen acquistò a proprie spese due aerei (matricole PH-ASW e PH-ASX) da ricognizione Koolhoven F.K.52 nei Paesi Bassi, e li donò alla Suomen ilmavoimat. Gli aerei arrivarono in volo, da Barnaby, Svezia, a Turku (Finlandia), il 18 gennaio 1940, e furono immessi in servizio con le matricole KO-129 e KO-130, ed il soprannome locale di Kolho, "goffo".  Nel marzo dello stesso anno i due velivoli eseguirono una missione di bombardamento contro truppe sovietiche che avanzavano sul ghiaccio in direzione di Virolahti.
Quando la Finlandia riprese la guerra a fianco dei tedeschi, nel giugno 1941, gli aerei erano in servizio presso il LeLv 6 ed il LeLv 36 e furono utilizzati nella zona di Hanko. L'F.K.52 matricola KO-129 andò perso durante una missione di lancio volantini su Hanko il 16 agosto dello stesso anno. Il velivolo eseguì un atterraggio di emergenza 80 km a sud di Tallinn, in Estonia, con la morte di entrambi i membri dell'equipaggio. I guerriglieri estoni incendiarono l'aereo e seppellirono l'equipaggio a Velise.
L'altro aereo, il KO-130, fu distrutto in un incidente il 23 febbraio 1943, quando precipitò a nord del villaggio di Pernaa, a Kauhava.  Il pilota sopravvisse all'impatto.

## Utilizzatori
Finlandia
- Suomen ilmavoimat

 Paesi Bassi
- Luchtvaartafdeling

### Annotazioni
1. ↑  La produzione riguardò: PH-ASW, PH-ASX e PH-ASY nel 1938, e PH-ASZ e PH-ATA nel 1939.
2. ↑  Sugli esemplari finlandesi si trattava di una mitragliatrice L-33/34 calibro 7,62 mm.
3. ↑  Le cattive caratteristiche di volo dimostrate non lo resero molto popolare tra i piloti finlandesi.
4. ↑  Durante la Guerra d'inverno i due velivoli eseguirono un totale di 15 missioni di combattimento, riportando danni da fuoco nemico.

### Fonti
1. 1 2 3 4  Kalevi Keskinen, Kari Stenman, Klaus Niska, Syöksypommittajat - Suomen ilmavoimien historia 13, Tietoteos, Forssa, 1989.
2. 1 2 3 4 5  Sloggett 2013, p. 83.
3. 1 2 3 4 5 6 7 8  Уголок неба.
4. 1 2 3 4 5 6 7  1000aircraftphotos.
5. 1 2 3 4 5 6 7 8  Den Ouden.
6. ↑  Andrzej Morgała Samoloty wojskowe w Polsce 1924-1939, Wyd. Bellona, Warszawa, 2003.
7. 1 2 3  Robinson 2016, p. 287.